# Tjuvberget, Sala kommun
Tjuvberget är ett naturreservat i Sala kommun i Västmanlands län.
Området är naturskyddat sedan 2015 och är 10 hektar stort. Reservatet omfattar berget Tjuvberget och består av hällmarker med tallar och täta granskogar med inslag av tall och lövträd i sluttningarna.